# هو تشينغ
هو تشينغ (بالصينية: 胡青) (مواليد 19 يناير 1986) هو ملاكم صيني، مثّل بلاده في الألعاب الأولمبية الصيفية 2008.

## روابط خارجية
هو تشينغ على موقع اللجنة الأولمبية الدولية (الإنجليزية)
- هو تشينغ على موقع أوليمبيديا (الإنجليزية)